# Oyo Rooms
Oyo Rooms (cách điệu: OYO), còn được gọi là Oyo Hotels and Homes, là một chuỗi khách sạn cho thuê và nhượng quyền khách sạn, nhà ở và không gian sống của Ấn Độ. Được thành lập năm 2013 bởi Ritesh Agarwal, Oyo ban đầu chủ yếu bao gồm các khách sạn bình dân. Công ty đã khởi nghiệp và mở rộng ra toàn cầu với hàng nghìn khách sạn, nhà nghỉ và hàng triệu phòng ở Ấn Độ, Malaysia, UAE, Nepal, Trung Quốc, Brazil, Mexico, Anh, Philippines, Nhật Bản, Arab Saudi, Sri Lanka, Indonesia, Việt Nam, Hoa Kỳ  và nhiều nước khác.